# L'esorcismo - Ultimo atto
L'esorcismo - Ultimo atto (The Exorcism) è un film del 2024 co-scritto e diretto da Joshua John Miller.

## Trama
Anthony Miller è un attore in difficoltà per svariati motivi: ha un tragico passato dietro, di recente è diventato vedovo, ha un trascorso di dipendenze varie e la sua carriera è in declino. Ha anche un problematico rapporto con la figlia adolescente Lee, espulsa da scuola per il carattere ribelle. Anthony, per cercare di salvare la sua carriera accetta di subentrare a un attore misteriosamente defunto rilevandone il ruolo da protagonista in un film horror di genere esorcistico, ma ben presto le cose sul set prendono una piega strana e terrificante. Anthony, in particolare, comincia a comportarsi in modo inquietante tanto da preoccupare sia la figlia, che lo assiste sul set, sia il vero prete che funge da consulente al film.

## Produzione
Il film è stato ufficialmente ordinato dalla Miramax nell'ottobre 2019 e il mese successivo è stato svelato l'intero cast. Le riprese si sono svolte tra novembre e dicembre 2019 a Wilmington.

## Promozione
Il primo trailer è stato diffuso il 25 aprile 2024.

## Distribuzione
Il film è stato distribuito nelle sale italiane il 30 maggio 2024 e in quelle statunitensi il 21 giugno.

## Accoglienza

### Incassi
Il film ha incassato globalmente 12610418 $, di cui 758000 € in Italia.

### Critica
Su Rotten Tomatoes il 27% delle 123 recensioni critiche è positivo, con un voto medio di 4.7/10; su Metacritic il voto medio di 20 critici è 46/100.